# Athlétisme aux Jeux africains de 1999
Navigation
Harare 1995 Abuja 2003
Les épreuves d'athlétisme des 7e Jeux africains ont eu lieu du 14 au 18 septembre 1999 au Johannesburg Stadium (en) de Johannesburg, en Afrique du Sud, situé à 1 748 m d'altitude.

## Faits marquants
Trois nouvelles épreuves féminines font leur première apparition dans cette compétition : le saut à la perche, le lancer du marteau et le 10 km marche. Trois des quatre épreuves de relais sont remportées par l'équipe du Nigeria.
La Mozambicaine Maria Mutola remporte son troisième titre consécutif sur 800 m.

## Résultats

### Hommes
| Épreuves              | Or | Argent                                                                                      | Bronze                                                                               |                        |
| --------------------- | --- | ------------------------------------------------------------------------------------------- | ------------------------------------------------------------------------------------ | ---------------------- |
| 100 mètres            | Leonard Myles-Mills 9 s 99 | Francis Obikwelu 10 s 01                                                                    | Frankie Fredericks 10 s 10                                                           |                        |
| 200 mètres            | Francis Obikwelu 20 s 06 | Joseph Batangdon 20 s 37                                                                    | Daniel Effiong 20 s 49                                                               |                        |
| 400 mètres            | Kennedy Ochieng 44 s 77 | Clement Chukwu 45 s 31                                                                      | Phillip Mukomana 45 s 43                                                             |                        |
| 800 mètres            | Japheth Kimutai 1 min 44 s 91 | Djabir Saïd-Guerni 1 min 45 s 32                                                            | Hezekiél Sepeng 1 min 45 s 58                                                        |                        |
| 1 500 mètres          | Hailu Mekonnen 3 min 39 s 73 | David Lelei 3 min 40 s 46                                                                   | Fred Cheruiyot 3 min 41 s 21                                                         |                        |
| 5 000 mètres          | Julius Gitahi 13 min 49 s 06 | Fita Bayissa 13 min 49 s 79                                                                 | Tom Nyariki 13 min 50 s 40                                                           |                        |
| 10 000 mètres         | Assefa Mezgebu 28 min 12 s 15 | David Chelule 28 min 13 s 71                                                                | Habte Jifar 28 min 15 s 11                                                           |                        |
| Marathon              | Joshua Peterson 2 h 19 min 07 s | Focus Wolbroad 2 h 20 min 47 s                                                              | Frank Pooe 2 h 23 min 36 s                                                           |                        |
| 3 000 mètres steeple  | Kipkurui Misoi 8 min 32 s 42 | Wilson Boit Kipketer 8 min 41 s 33                                                          | Christopher Kosgei 8 min 41 s 35                                                     |                        |
| 110 mètres haies      | William Erese 13 s 71 | Joseph-Berlioz Randriamihaja 13 s 85                                                        | Kehinde Aladefa 13 s 86                                                              |                        |
| 400 mètres haies      | Ibou Faye 48 s 30 | Ken Harnden 48 s 47                                                                         | Erick Keter 49 s 17                                                                  |                        |
| Saut en hauteur       | Anthony Idiata 2,27 m | Abderrahmane Hammad 2,24 m                                                                  | Malcolm Hendriks 2,24 m                                                              |                        |
| Saut à la perche      | Okkert Brits 5,40 m | Mohamed Bédoui 4,80 m                                                                       | Seuls deux concurrents                                                               | Seuls deux concurrents |
| Saut en longueur      | Hatem Mersal 8,09 m | Georges Téko Folligan 8,00 m                                                                | Mark Anthony Awere 7,96 m                                                            |                        |
| Triple saut           | Andrew Owusu 16,89 m | Remmy Limo 16,84 m                                                                          | Toussaint Rabenala 16,60 m                                                           |                        |
| Lancer du poids       | Burger Lambrechts 19,50 m | Janus Robberts 19,16 m                                                                      | Karel Potgieter 18,90 m                                                              |                        |
| Lancer du disque      | Frantz Kruger 61,02 m | Frits Potgieter 60,59 m                                                                     | Mickaël Conjungo 57,09 m                                                             |                        |
| Lancer de marteau     | Chris Harmse 74,75 m | Samir Haouam 65,80 m                                                                        | Yamen Hussein Abdel Moneim 65,25 m                                                   |                        |
| Lancer de javelot     | Marius Corbett 78,74 m | Johan Vosloo 75,60 m                                                                        | Maher Ridane 72,18 m                                                                 |                        |
| Décathlon             | Anis Riahi 7 497 pts | Rédouane Youcef 7 401 pts                                                                   | Patrick Legrand 6 034 pts                                                            |                        |
| 20 kilomètres marche  | David Kimutai 1 h 29 min 12 | Moussa Aouanouk 1 h 29 min 36                                                               | Vincent Asumang 1 h 48 min 00                                                        |                        |
| Relais 4 × 100 mètres | Nigeria Deji Aliu Daniel Effiong Chinedu Oriala Innocent Asonze 38 s 56 Afrique du Sud Morné Nagel Marcus la Grange Lee-Roy Newton Matthew Quinn 38 s 88 | Côte d'Ivoire 39 s 09                                                                       | Namibie Frankie Fredericks ? 39 s 52                                                 |                        |
| Relais 4 × 400 mètres | Nigeria Fidelis Gadzama Jude Monye Clement Chukwu Sunday Bada 3 min 01 s 20                                                                              | Afrique du Sud Adriaan Botha Hendrik Mokganyetsi Hennie Botha Arnaud Malherbe 3 min 01 s 34 | Kenya Kennedy Ochieng Hillary Maritim Abednego Matilu Julius Chepkwony 3 min 01 s 73 |                        |

### Femmes
| Épreuves              | Or                                                                                 | Argent | Bronze                                                                                             |                        |
| --------------------- | ---------------------------------------------------------------------------------- | --- | -------------------------------------------------------------------------------------------------- | ---------------------- |
| 100 mètres            | Mercy Nku 11 s 03                                                                  | Myriam Léonie Mani 11 s 24                                                                                          | Endurance Ojokolo 11 s 25                                                                          |                        |
| 200 mètres            | Fatima Yusuf 22 s 45                                                               | Myriam Léonie Mani 22 s 91                                                                                          | Monica Twum 22 s 98                                                                                |                        |
| 400 mètres            | Falilat Ogunkoya 50 s 02                                                           | Olabisi Afolabi 50 s 34                                                                                             | Amy Mbacke Thiam 50 s 95                                                                           |                        |
| 800 mètres            | Maria de Lurdes Mutola 1 min 59 s 73                                               | Nouria Benida-Merah 2 min 00 s 83                                                                                   | Grace Birungi 2 min 01 s 76                                                                        |                        |
| 1 500 mètres          | Kutre Dulecha 4 min 18 s 33                                                        | Nouria Benida-Merah 4 min 18 s 69                                                                                   | Jackline Maranga 4 min 19 s 31                                                                     |                        |
| 5 000 mètres          | Ayelech Worku 15 min 38 s 22                                                       | Elana Meyer 15 min 42 s 76                                                                                          | Vivian Cheruiyot 15 min 42 s 79                                                                    |                        |
| 10 000 mètres         | Gete Wami 32 min 08 s 15                                                           | Merima Hashim 32 min 16 s 24                                                                                        | Leah Malot 32 min 36 s 02                                                                          |                        |
| Marathon              | Hiywot Gizwa 2 h 45 min 38 s                                                       | Meseret Kotu 2 h 46 min 29 s                                                                                        | Kore Alemu 2 h 48 min 31 s                                                                         |                        |
| 100 mètres haies      | Glory Alozie 12 s 74                                                               | Angela Atede 12 s 99                                                                                                | Mame Tacko Diouf 13 s 02                                                                           |                        |
| 400 mètres haies      | Mame Tacko Diouf 55 s 69                                                           | Surita Febbraio 57 s 11                                                                                             | Saidat Onanuga 58 s 34                                                                             |                        |
| Saut en hauteur       | Hestrie Cloete 1,96 m                                                              | Irène Tiendrébéogo 1,85 m                                                                                           | Philippa Erasmus 1,80 m                                                                            |                        |
| Saut à la perche      | Rika Erasmus 3,60 m                                                                | Elmarie Gerryts 3,60 m                                                                                              | Seuls deux concurrents                                                                             | Seuls deux concurrents |
| Saut en longueur      | Grace Umelo 6,60 m                                                                 | Françoise Mbango Etone 6,55 m                                                                                       | Charlene Lawrence 6,50 m                                                                           |                        |
| Triple saut           | Françoise Mbango Etone 14,70 m                                                     | Baya Rahouli 14,64 m                                                                                                | Kéné Ndoye 13,86 m                                                                                 |                        |
| Lancer du poids       | Vivian Peters 16,72 m                                                              | Veronica Abrahamse 16,53 m                                                                                          | Maranelle du Toit 16,45 m                                                                          |                        |
| Lancer du disque      | Monia Kari 57,22 m                                                                 | Lezelle Duvenage 54,55 m                                                                                            | Elizna Naudé 53,26 m                                                                               |                        |
| Lancer de marteau     | Caroline Fournier 58,83 m                                                          | Elmarie Knoetzen 58,74 m                                                                                            | Marwa Ahmed Hussein 55,25 m                                                                        |                        |
| Lancer de javelot     | Liezl Roux 49,38 m                                                                 | Aïda Sellam 48,91 m                                                                                                 | Sorochukwu Ihuefo 48,24 m                                                                          |                        |
| Heptathlon            | Maralize Fouché 5 631 pts                                                          | Patience Itanyi 5 565 pts                                                                                           | Oluchi Elechi 5 537 pts                                                                            |                        |
| 10 kilomètres marche  | Susan Vermeulen 49 min 33                                                          | Nagwa Ibrahim Ali 50 min 19                                                                                         | Bahia Boussad 51 min 31                                                                            |                        |
| Relais 4 × 100 mètres | Nigeria Endurance Ojokolo Mercy Nku ? 43 s 28                                      | Madagascar Hanitriniaina Rakotrondrabe Lantoniaina Ramalalanirina Aurélie Jonary Lalanirina Rosa Rakotozafy 43 s 98 | Ghana Mavis Akoto Monica Twum Helena Amoako Dora Manu 44 s 21                                      |                        |
| Relais 4 × 400 mètres | Nigeria Saidat Onanuga Fatima Yusuf Olabisi Afolabi Falilat Ogunkoya 3 min 29 s 22 | Sénégal Mame Tacko Diouf Amy Mbacke Thiam ? 3 min 31 s 63                                                           | Cameroun Myriam Leonie Mani Stéphanie Nicole Zanga Mireille Nguimgo Claudine Komgang 3 min 33 s 28 |                        |

## Table des médailles
| Rang | Nation                    | Or | Argent | Bronze | Total |
| ---- | ------------------------- | -- | ------ | ------ | ----- |
| 1    | Nigeria                   | 13 | 5      | 6      | 24    |
| 2    | Afrique du Sud            | 11 | 11     | 8      | 30    |
| 3    | Éthiopie                  | 6  | 3      | 3      | 12    |
| 4    | Kenya                     | 5  | 4      | 7      | 16    |
| 5    | Tunisie                   | 2  | 2      | 1      | 5     |
| 6    | Sénégal                   | 2  | 1      | 3      | 6     |
| 7    | Ghana                     | 2  | 0      | 4      | 6     |
| 8    | Cameroun                  | 1  | 4      | 1      | 6     |
| 9    | Égypte                    | 1  | 1      | 2      | 4     |
| 10   | Maurice                   | 1  | 0      | 1      | 2     |
| 11   | Mozambique                | 1  | 0      | 0      | 1     |
| 12   | Algérie                   | 0  | 8      | 1      | 9     |
| 13   | Madagascar                | 0  | 2      | 1      | 3     |
| 14   | Zimbabwe                  | 0  | 1      | 1      | 2     |
| 15   | Tanzanie                  | 0  | 1      | 0      | 1     |
| 15   | Togo                      | 0  | 1      | 0      | 1     |
| 15   | Burkina Faso              | 0  | 1      | 0      | 1     |
| 18   | République centrafricaine | 0  | 0      | 1      | 1     |
| 18   | Ouganda                   | 0  | 0      | 1      | 1     |
| 18   | Namibie                   | 0  | 0      | 1      | 1     |
| 18   | Côte d'Ivoire             | 0  | 0      | 1      | 1     |